# Хунгблут Родригес, Клаус
Клаус Хунгблут Родригес (исп. Klaus Jungbluth Rodriguez; 10 января 1979 года, Гуаякиль) — эквадорский лыжник. Первый представитель Эквадора на зимних Олимпийских играх.
В 2016 году Хунгблут выступил с инициативой и получил помощь Эквадорского Национального Олимпийского комитета по созданию Федерации лыжного спорта Эквадора.
19 января 2018 года Родригес был выбран знаменосцем страны во время церемонии открытия зимних Олимпийских игр 2018 года, как единственный спортсмен в составе национальной делегации Эквадора на играх.
Клаус живет и тренируется в Маунтин-Крик, Квинсленд, Австралия.